# Phytomyptera saxatilis
Phytomyptera saxatilis är en tvåvingeart som beskrevs av Henry J. Reinhard 1952. Phytomyptera saxatilis ingår i släktet Phytomyptera och familjen parasitflugor. Inga underarter finns listade i Catalogue of Life.